# Bacúrio I
Bacúrio I (em latim: Bacurius; em grego: Βακούριος; romaniz.: Bakoúrios; em georgiano: ბაკურ; romaniz.: Bakur), da dinastia arsácida, foi um rei (mefe) do Reino da Ibéria de 234 a 249. É conhecido exclusivamente pelas crônicas georgianas medievais que o colocam em 21.º ou 23.º lugar na lista real da Ibéria e apenas relatam que era filho de Vache.

## Nome
Pácoro (Pacorus; Πάκορος, Πακώρος, Παχορος, Pákoros, Pakṓros, Pachoros), Pacores (Πακορης, Pakorēs), Pácuro (Πάκουρος, Pákouros), Pacúrio (Pacurius; Πακούριος, Pakoúrios) ou Bacúrio (Bacurius; Βακούριος, Bakoúrios) são as formas latina e grega do iraniano médio Pacur (Pakur), derivado do iraniano antigo Baguepur (bag-puhr), "filho de um deus". Foi registrado em armênio (Բակուր) e georgiano (ბაკური) como Bacur (Bakur), em siríaco como Pacor (ܦܩܘܪ, Paqor), em gandari como Pacura (𐨤𐨐𐨂𐨪) e em aramaico como Pacur (𐡐𐡊𐡅𐡓𐡉, pkwry).